# Acido minerale
Un acido minerale (o acido inorganico) è un acido derivato da uno o più composti inorganici. Un acido minerale non contiene nessun atomo di carbonio organico e rilascia sempre ioni idrogeno quando viene sciolto in acqua.

## Caratteristiche
Gli acidi minerali comunemente usati sono acido solforico, acido cloridrico e acido nitrico. Gli acidi minerali includono una gamma ad ampio spettro di composti, da quelli molto forti (ad esempio l'acido solforico) a quelli molto deboli (ad esempio l'acido borico). Gli acidi minerali tendono ad essere molto solubili in acqua ed insolubili in solventi organici, quali benzene o acqua ragia.
Gli acidi minerali vengono usati in molti settori dell'industria chimica come materie prime, sia organici che inorganici. Una grande quantità di questi acidi, specialmente acido solforico, nitrico e cloridrico vengono prodotti per usi commerciali su larga scala.
Gli acidi minerali sono anche usati direttamente per le loro proprietà corrosive. Ad esempio, una soluzione diluita di acido cloridrico viene utilizzata per rimuovere depositi salini dall'interno dei bollitori, prendendo però precauzioni per evitare la corrosione dello stesso da parte dell'acido.